# Wszechnica Mazurska w Olecku

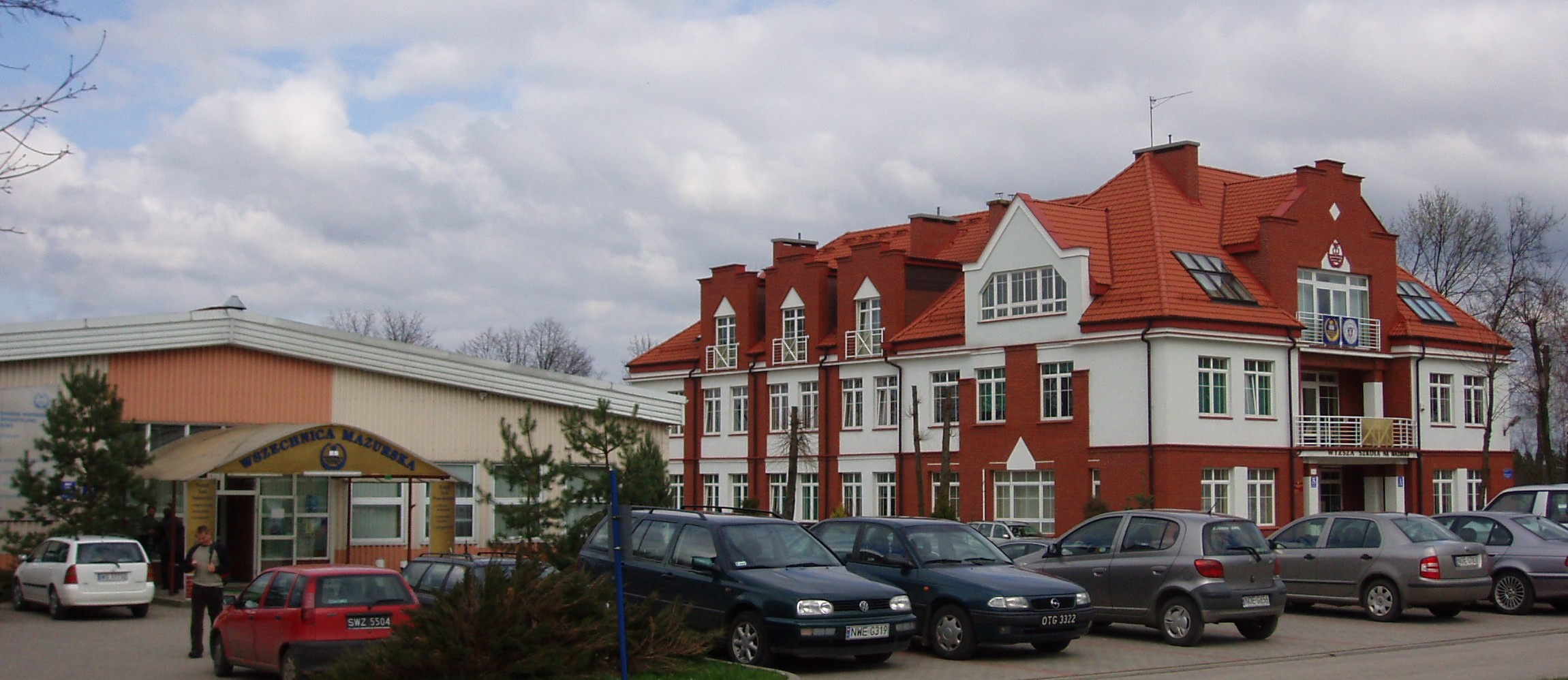
Wszechnica Mazurska w Olecku, widok od frontu

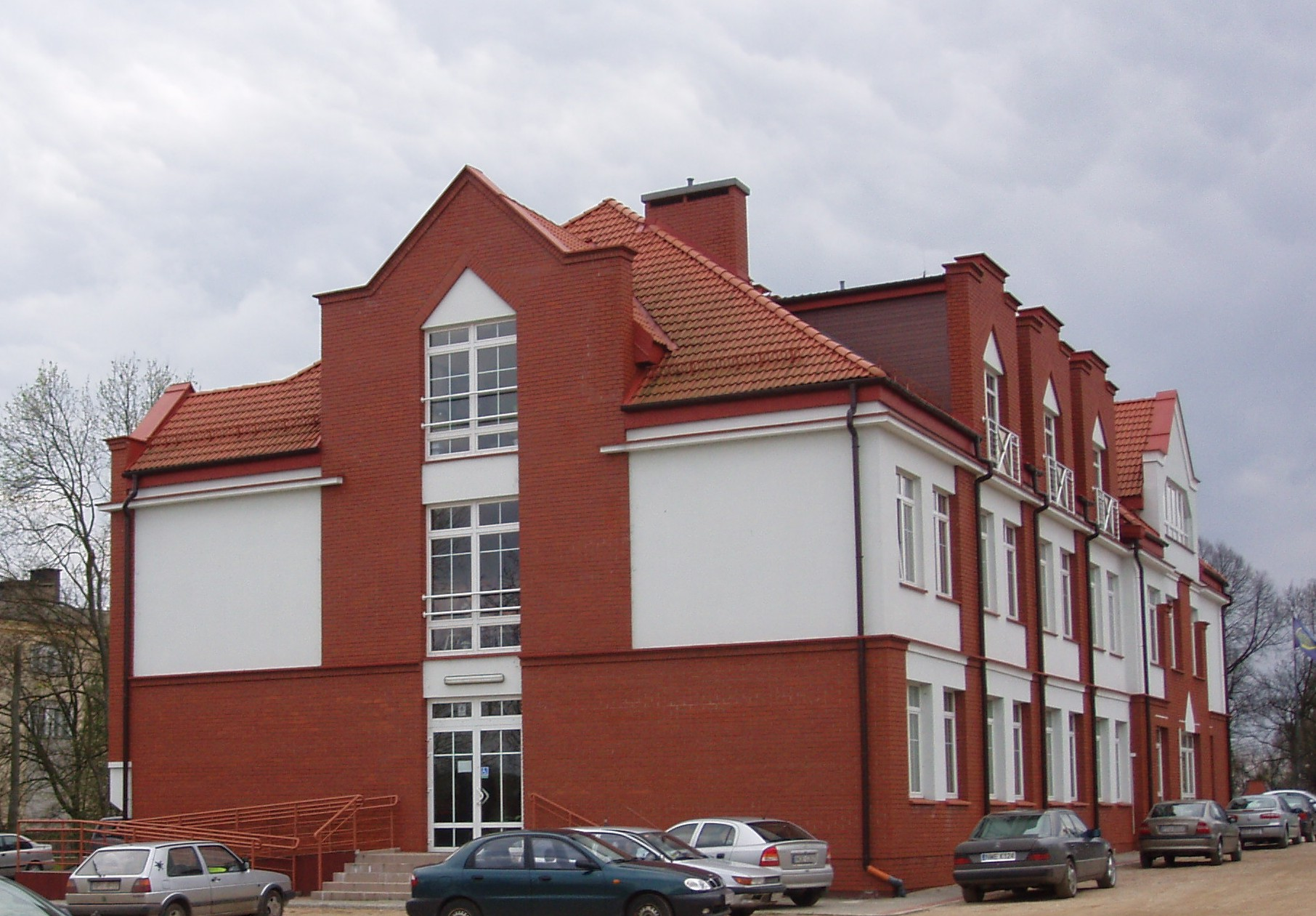
Rektorat, widok od strony jeziora

Wszechnica Mazurska w Olecku – pierwsza niepaństwowa uczelnia wyższa w północno-wschodniej Polsce, istniejąca w latach 1992–2013.
Prowadziła kierunki kształcenia: pedagogika, zarządzanie, ochrona środowiska, filologia, administracja, wychowanie fizyczne. Uczelnia w 1998 roku zajęła 10. miejsce w rankingu 159 najlepszych wyższych niepaństwowych szkół niebiznesowych.
Wydawała czasopismo naukowe „Episteme” poświęcone zagadnieniom naukowym i społecznym.
Tradycją uczelni były organizowane dorocznie w maju lub w czerwcu Juwenalia oraz Festiwal Nauki i Sztuki odbywający się jesienią.
W 2009 r. miała miejsce trzecia edycja Festiwalu Nauki i Sztuki.

## Wykładowcy
- Ryszard Borowicz
- Tadeusz Kufel
- Ryszard Skawiński
- Wojciech Starzyński

## Absolwenci
- Bernadeta Krynicka
- Krzysztof Majkowski